# Давидов Ярослав Олегович
Яросла́в Оле́гович Дави́дов (нар. 4 червня 1994, Шепетівка, Хмельницька область — 1 липня 2014, Слов'янськ) — український солдат-десантник. Загинув в ході антитерористичної операції на Донбасі від снайперського пострілу під час виконання завдань на блокпосту біля міста Слов'янськ.

## Життєпис
Ярослав Давидов народився й виріс у Шепетівці. Закінчив шепетівський Навчально-виховний комплекс № 3, 9 класів. Після школи Ярослав навчався в Шепетівському професійному ліцеї (2010—2013). Слюсар-ремонтник, електрогазозварювальник. Після ліцею пішов на контрактну військову службу у Львівській області — був десантником, майстром-номером розрахунку мінометної батареї 80-ї окремої аеромобільної бригади в/ч А0284.
Загинув 1 липня 2014 року від снайперського пострілу під час виконання завдань на блокпосту № 8 біля Слов'янська.

## Нагороди та вшанування
- Похований 5 липня в Шепетівці. Громадянська панахида за загиблим відбулася на центральній площі міста — площі Тараса Шевченка перед міськвиконкомом. Парастас у храмі святих мучеників Бориса і Гліба Української Греко-Католицької Церкви.
- Президент Петро Порошенко підписав Указ «Про відзначення державними нагородами військовослужбовців Збройних сил України» та нагородив посмертно солдата Ярослава Давидова орденом «За мужність» III ступеня[3].
- 31 липня 2014 року Шепетівська міська рада на своїй 56-й сесії назвала на честь Ярослава Давидова вулицю, яка до того мала назву «Миру»[4].
- 23 червня 2016 року в Шепетівському професійному ліцеї відкрито та освячено меморіальні дошки випускникам Ярославу Давидову та Валерію Числюку
- 6 жовтня 2017 року у Слов'янську, на місці загибелі десантника встановлено пам'ятний знак[5].